# Smolenski kremelj
Smolenski kremelj (rusko Смоленский кремль) je utrjen kompleks (kremelj), ki obdaja središče mesta Smolensk v zahodni Rusiji. Delno ohranjeno trdnjavsko obzidje je bilo zgrajeno med letoma 1595 in 1602, v času vladavine carjev Fjodorja I. Joanoviča in Borisa Godunova. Dolžina obzidja je približno 6,5 kilometra, od tega se je ohranila manj kot polovica. Utrdbe so bile zgrajene pod nadzorom arhitekta Fjodorja Kona. Smolenski kremelj je razvrščen kot arhitekturni spomenik, zaščiten na zvezni ravni, in ima tudi velik zgodovinski pomen, zlasti kot trdnjava, ki je skozi stoletja ščitila rusko državo z zahoda.

## Zgodovina
Smolensk je imel zgodovinsko velik pomen za obrambo Rusije, zato so ruski vladarji posvečali veliko pozornost njegovim utrdbam. Spomladi 1554 je car Ivan Grozni ukazal zgraditi novo visoko leseno trdnjavo. Po razvoju topništva je postalo jasno, da lesena trdnjava ni več primerna za obrambo in konec 16. stoletja so se odločili, da na mestu stare zgradijo novo kamnito trdnjavo.
Decembra 1595 so se po uradnem odloku začele priprave na gradnjo. Gradbena dela so bila zelo intenzivna in so potekala vsak dan od sončnega vzhoda do sončnega zahoda. Gradbeni delavci pa so živeli v težkih razmerah in se leta 1599 zaradi lakote, mraza in bolezni uprli. Poleti 1597 je dolgotrajno in močno deževje zalilo vse rove in jarke, gradbeniki pa so morali plazovita tla utrditi s piloti. Leta 1600 je zaradi vročine in močnega deževja v Rusiji propadlo veliko pridelkov, kar je povzročilo lakoto.
Pri gradnji nove trdnjave so bile uporabljene stare obstoječe utrdbe, ponekod so na njih zgradili novo obzidje, na določenih območjih pa je nova trdnjava segala čez meje, ki jih je postavljala stara. Gradnja se je začela na zahodni strani trdnjave.

## Stolpi in stene
Zaradi posebno pomembnega strateškega položaja smolenske citadele - Smolensk je vedno veljal za zahodno postojanko moskovske in kasneje ruske države - je imela ob dokončanju razsežnosti, ki so bile v mnogih pogledih celo boljše od Kremlja v prestolnici. Zaščitni zid je bil dolg 6,5 kilometra, visok do 19 metrov in širok 5,2 metra, v zid pa je bilo skupaj vgrajenih 38 stražnih stolpov. Ker pa je bil Smolensk vse do 20. stoletja zaradi obmejne lege podvržen pogostim napadom, je kremeljski ansambel sčasoma utrpel precejšnjo škodo, tako da je danes ohranjena le slaba polovica prvotnega kremeljskega zidu s skupno 17 stolpi.
Najbolj znan preostali stolp je stolp z okroglim vogalom, imenovan Veseluha. To ime je dobil zaradi lepega razgleda, ki se odpira s stolpa. Podnevi meščani vodijo svoje goste na ogled čudovitih predmestij. Vendar pa je zvečer in še posebej ponoči precej nevaren kraj in ima slab sloves. Pogumna srca, ki si upajo nastopiti na tem mestu, so pripovedovala o grozljivih fantomih in duhovih. Končno se je našla razumna razlaga za to grozno dejstvo. To mesto so uporabljali ponarejevalci, ki so tiskali lažen denar in strašili ljudi, ki so poskušali hoditi naokoli.
Glavni stolp je bil Frolovskaja (Dneprski stolp), skozi katerega je bil izhod v glavno mesto ruske države. Drugi najpomembnejši je bil stolp Molohovskaja, ki odpira pot v Kijev, Krasni in Roslavl.
- Orlovski stolp
- Dolgočevski stolp
- Volkov stolp
- Nikolskaya stolp
- Stolp Bubleika
- Stolp Gromovaja
- Kopitenski stolp

Poleg dejanskih utrdb je prvotni ansambel Kremlja vseboval veliko število sakralnih in civilnih stavb znotraj obzidja Kremlja. Le malo jih je preživelo do danes. Posebej omembe vredne so cerkvene stavbe na tako imenovanem stolnem hribu, ki je nekoč – podobno kot Katedralni trg moskovskega Kremlja – tvoril središče smolenske citadele. Najbolj znana med temi stavbami je monumentalna Uspenska cerkev (rusko Успенский собор) iz leta 1740.